# 박재삼문학상
'박재삼문학상은 시인 박재삼의 문학적 성과를 기리기 위해 2012년 제정한 문학상이다. 상금은 1천만원이다. 매년 출간한 시집 중에서 서정시인 박재삼 시인의 시 정신에 맞고, 치열하게 시작활동을 하는 중견 시인을 대상으로 심사한다.

## 역대 수상 작품
- 2012년 1회 서정시가 갖는 본연의 정서와 미감의 균형을 유지하면서 현실적인 문제를 간과하지 않고 떠올려 우리 시대의 진실을 유감없이 보여준 이시영 <경찰은 그들을 사람으로 보지 않았다>[1]
- 2013년 2회 시인 특유의 진솔한 시세계를 형상화해 친숙하게 읽히고 폭넓은 공감을 자아낸 이상국 <뿔을 적시며>[2]
- 2015년 3회 ‘사이’ 와 ‘관계’를 탐색하고 그를 통해 이웃, 주변, 그대를 챙기는 관계의 미학을 보여준 이문재 <지금 여기가 맨 앞>[3]
- 2016년 4회 고영민 <구구>
- 2017년 5회 이정록 <눈에 넣어도 아프지 않은 것들의 목록>
- 2018년 6회 이홍섭 <검은 돌을 삼키다>
- 2019년 7회 박준 <우리가 함께 장마를 볼 수도 있겠습니다>
- 2021년 8회 이병률 <이별이 오늘 만나자고 한다>
- 2022년 9회 복효근 <예를 들어 무당거미>
- 2023년 10회 송진권 <원근법 배우는 시간>
- 2024년 11회 현택훈 <마음에 드는 글씨>
- 2025년 12회 남길순 <한밤의 트램펄린>

## 같이 보기
- 현대문학
- 한겨레문학
- 김상옥
- 박재삼